# Marmosa de Surinam
La marmosa de Surinam (Gracilinanus emiliae) és una espècie d'opòssum de Sud-amèrica. Viu al Brasil, Colòmbia, la Guaiana Francesa i Surinam.
Aquest tàxon fou anomenat en honor de l'ornitòloga germanobrasilera Maria Elizabeth Emilia Snethlage.